# Владивостокский округ
Владивостокский округ — административно-территориальная единица Дальневосточного края, существовавшая в 1926—1930 годах.
Владивостокский округ был образован 4 января 1926 года. Центром округа был назначен город Владивосток. В состав округа были переданы территории Владивостокского уезда (за исключением северной части Тетюхинской волости), Никольск-Уссурийского уезда, а также Шмаковской, Спасской, Яковлевской и Чугуевской волостей Спасского уезда Приморской губернии.
Округ был разделён на 14 районов: Гродековский, Ивановский, Михайловский, Ольгинский, Покровский, Посьетский, Спасский, Суйфунский, Сучанский, Ханкайский, Черниговский, Шкотовский, Шмаковский и Яковлевский.
30 июля 1930 Владивостокский округ, как и большинство остальных округов СССР, был упразднён. Его районы отошли в прямое подчинение Дальневосточного края.
Население округа в 1926 году составляло 453,4 тыс. человек (без иностранцев, которых было 118,6 тыс.). Из них русские — 46,3 %; украинцы — 32,8 %; корейцы — 15,6 %; белорусы — 2,2 %.